# Académie de La Rochelle
Cet article concerne l'Académie protestante de La Rochelle. Pour l'assemblée des gens de lettres, de savants et d'artistes, voir Académie des belles-lettres, sciences et arts de La Rochelle.
L'Académie de La Rochelle est une université protestante fondée à La Rochelle en 1571 par Jeanne d'Albret et Gaspard de Coligny et supprimée en 1685, lors de la révocation de l'édit de Nantes. Elle fait suite à un collège établi dans la ville en 1541